# 诺曼·施瓦茨科夫
小赫伯特·诺曼·施瓦茨科夫（1934年8月22日—2012年12月27日），美国陆军上将，越战时担任前线营長，功勋卓著，获得3枚银星勋章、两枚紫心勋章等荣誉。在海湾战争中任美軍中央司令部司令，海湾战争多国部队总司令。

## 生平
1942年，其父老赫伯特·諾曼·施瓦茨科夫少将官至新泽西州州警总警督，曾於英蘇入侵伊朗時期奉派到伊朗，花了六年的时间為伊朗训练国家警察部队。
诺曼·史瓦茲柯夫生于美国新泽西州特伦顿市。1951年进入西点军校学习，1956年毕业。1988年，晋升为上将，并任美国中央司令部总司令。1990年8月2日，海湾战争爆发，诺曼·史瓦茲柯夫担任联合国军联军总司令。2012年12月27日逝世于佛罗里达州坦帕。